# 酔拳2
『酔拳2』（すいけんツー、原題：醉拳II、英題：Drunken Master II）は、1994年に製作された、ジャッキー・チェン主演の香港映画。

## 概要
チェンが1978年に主演して世界中でヒットとなった『ドランクモンキー 酔拳』の続編。ただし「2」を名乗っているものの、設定や登場人物については前作を継承しておらず、酔八仙（拳）と父親と「歴代の先祖達が眠っている土地が鍵」といった設定以外は前作と脈絡が繋がっていない単独の作品となっている。
監督のラウ・カーリョンが撮影途中で降板したため、ほとんどのシーンはチェン監督で撮影された。降板理由について当時のインタビュー記事によると「ラウが撮影したアクションは相当に古風で、現在のチェン作品としてはあまりに古臭く、ラッシュを見たチェンとスタントチームが、このままでは興行に影響が出ると判断してラウの解雇やむなしとの結論に至り、その後、ラウが撮影したアクションのうち半分弱をチェン自身が監督して撮り直すことになった」とある。なおチェンは自伝において「意見の相違があったが現在も友情は変わらない」と述懐している。
本作でアニタ・ムイが演じる継母のリンが非常に強いのは、同時期に制作されたジェット・リーの『格闘飛龍 方世玉』の影響が大きいと言われている。
チェンは、泡を吹くラストシーンの撮影のために使用した薬品の影響で、翌日喉をやられてしまった。

## ストーリー
列強進出が著しい清朝末期の広東。酔八仙（酔拳）を会得したものの、酒の勢いで暴走してしまうフェイフォン（ジャッキー・チェン）は、父ケイイン（ティ・ロン）から酔拳の使用を禁じられていた。
ある日、フェイフォンは医師である父と使用人のツォウ（チャン・チーコン）と3人で、生薬を購入するために満州へ来ていた。列車で帰路につく途中、朝鮮人参は課税対象品だったため、フェイフォンは長春駅で、朝鮮人参を同乗するイギリス領事のカバンへ隠して、申告を逃れる。
列車が立ち寄った休憩所で、朝鮮人参を取り戻すために、領事の乗る車両へ忍び込んだフェイフォンは、領事のカバンから箱を盗むフク・マンケイ（ラウ・カーリョン）と出会う。フェイフォンは、隠した朝鮮人参を懐に、箱を盗んだマンケイを追い、一戦交えながらも打ち解ける。
フェイフォンは列車で広東へ、マンケイはその場に残ったが、二人は箱を取り違えており、マンケイは朝鮮人参を、フェイフォンは玉璽を手にしていた。
人参をなくしたフェイフォンは、ごまかすために鉢の根で取り繕い、患者へ渡してしまう。一方、玉璽を盗まれたイギリス領事側は、フェイフォンが犯人だと断定し、付け狙う。
ある日、領事の刺客に襲われ、酔拳を使って返り討ちにするが、酔拳の使用を禁じた父から折檻され、加えて偽の朝鮮人参を煎じて飲んだ患者が、床に伏せているとの報を受け、勘当される。
その夜、やけ酒で泥酔したフェイフォンは、領事の刺客に逆襲され、裸で晒し者にされる。勘当を言い渡した父も、フェイフォンを連れ帰り、治療する。父の「酔拳を禁じたのは、大量の酒のせいで、感覚が麻痺し、力を過信するようになり危険だ」という想いを聞いたフェイフォンは、泣きながら禁酒を誓う。
そんな中、玉璽を追ってきたマンケイと再会したフェイフォンは「諸外国が国宝を持ち出すのを阻止している」と彼の事情を知り、交流を深めるが、そこに玉璽を狙った手斧隊が襲撃。マンケイは射殺され、玉璽を奪われてしまう。
玉璽を取り戻すため、領事館へ忍び込んだフェイフォンと友人のツァン（フェリックス・ウォン）だが、すぐに捕らえられ、壮絶なリンチを受ける。釈放の条件は、ウォン家が代々守ってきた土地を無償で差し出すことだった。父は土地を領事へ差し出し、二人は釈放される。
ある日フェイフォンは、友人が働く製鉄所が突然閉鎖され、更にそこは領事館が運営していたことを知り、事情を探るように頼む。友人が積荷を調べると、中からは国宝が隠されていたため、フェイフォンに報告する。
フェイフォンは国宝を取り戻すため、製鉄所へ乗り込む。イギリスに与するジョン（ロウ・ホイクォン）の技に苦戦するフェイフォンだが、うっかり製鉄所の工業用アルコールを飲み込んでしまい、圧倒的なパワーを手に入れ、ジョンを倒す。
しかしその代償は大きく、フェイフォンは視力を失い、脳も損傷を受け、狂人になってしまった。

## 登場人物・キャスト
- ウォン・フェイフォン：ジャッキー・チェン
  - 本作の主人公。ハチャメチャだった前作と違いやや控えめな性格となっている。列車内の立ち入り禁止のところに鶏やアヒルをばらけさせて突破したり、帰宅後、買ってなくした人参をごまかすために父・ケイインの鉢の根をつくろうなど、ずる賢さは共通している。人参を購入するために母のリンがネックレスを売ろうとした際に、列車から盗まれた国宝と勘違いした領事館のスタッフに奪われ、格闘したさいに継母にけしかけられて酒を服用し酔拳を使ってしまい、それが父親ケイインにばれ、勘当をくらってしまう。その後、英国領事から報復を受け、街の見世物にされる。帰宅後ケイインから、酔拳禁止の理由が自分の身体を案じたためと聞き、反省して禁酒を誓った。その後、フク・マンケイと知り合い、彼の意思を継ぎ英国の悪事の阻止を約束する。最終決戦では酒の代わりに工業用アルコールを飲んで酔拳を使い、敵を倒す。その後の顛末は、日本版と海外版では異なっている（後述）。
- リン：アニタ・ムイ
  - フェイフォンの継母で、ケイインの後妻[※ 1]。コメディリリーフ的な役割も担っている。人参をなくしたフェイフォンのために、首飾りを売り人参を買いなおさせるなど、こよなくフェイフォンを贔屓するが、彼が酒に酔った勢いでケイインを殴ったさいには叱咤を放つなどし、また領事館に監禁されていたフェイフォンが釈放された時には、ケイインと立場を逆転させ、フェイフォンよりも彼の釈放のため英国に売り渡した土地を心配するなどしていた。趣味は麻雀であるが、表向きはケイインには内緒である。ケイインの前ではおしとやかであるが、興奮すると言葉遣いが下品になる。嫁いだ割にはウォン家の御先祖様に縋る傾向がある。
- ウォン・ケイイン：ティ・ロン
  - フェイフォンの父親で、宝芝林の主人にして、ウォン家の大黒柱。拳法の達人であるが本業は医者である。それだけに威厳があり、普段から息子フェイフォンに対しても厳しい典型的な昔の封建制度的な父親。しかし家事に異変が生じると真っ先に家族を疑うなど猜疑心を持つ単純な面や、フェイフォンを勢いで勘当したさいに跡をつけようとするツォウにさりげなく方角を示したり、大使館不法侵入で英国から制裁を受けたフェイフォンが釈放された時は、妻リンと立場を逆転させ彼を心配するなど、優しい面を持つ。フェイフォンの酔拳を禁じるのには訳があり（感覚が麻痺し痛みを感じなくなったり、正気を保てなくなるなど）禁酒を厳守させていたが、その理由を家族に説明しておらず悲劇を生むことになる。
- フク・マンケイ：ラウ・カーリョン
  - 中国の武術家で旧国家の軍人。中国の国宝を根こそぎ国外へ持ち出そうとする英国の陰謀を阻止しようとする。最初の列車のシーンから登場、フェイフォンとも格闘し、彼を盗賊と勘違いした上、彼の酔拳を未熟だと言っていた。後にフェイフォンと再会したときはウマが合っていた。街の飲食店で英国率いる集団からの襲撃を受けるが、フェイフォンと見事なチームプレイをとった。その後英国から発砲を受け非業の死を遂げる。
- ジョン：ロウ・ホイクォン（英語版）
  - 中国人でありながらイギリスに与する売国奴。国宝の横流しや、鉄工所の従業員のリストラの強行、ウォン家の先祖代々の土地の強奪など多数の悪事を働く。本作の最終的な敵役で柔軟な体を駆使した足技が得意。酔拳を解禁したフェイフォンですら、工業用アルコールを摂取する前までは圧倒されるなどかなり高い実力を持つ。顎が長いのが特徴。
- ツァン：フェリックス・ウォン
  - 市場で数名の従業員と共に働く魚屋。フェイフォンと同じぐらいの若者でケイインの拳法の弟子でもある。夜にはケイインの敷地で拳法の訓練に励んでいる。ファンに好意を持っているが故に、酔拳を習いたがるファンがフェイフォンにベッタリであることに嫉妬し、フェイフォンと一戦交える。実際の二人の仲は険悪というわけではなく、酔いつぶれてリンチにあっている彼を救出しようとしたり（数に圧倒されて返り討ちにあってしまうが）、落ち込んでいる彼の事を気に掛けるような描写もある。フクの死を切っ掛けにイギリス大使館の悪行を知り協力するなど、友情関係は深い。
- ファン：ホー・ヨンファン
  - 市場で食用・漢方薬用のヘビを売る若い女性。フェイフォンの酔拳に憧れを抱きつつ、フェイフォン自身にも好意を持っている。イギリス大使館の悪行を知り、フェイフォンに協力する。
- ツォウ：チャン・チーコン
  - ウォン家の使用人。小心者でケイインに対しては何時もびくびくしている。フェイフォンやリンの愚行の巻添えを食うことが多い。
  - 実力や権力は不明だが、フェイフォンが英国領事から報復を受けた直後、「私がいれば奴らにあんなことはさせなかった」と豪語している。

### 日本語吹替
| 役名                         | 俳優                 | 日本語吹替           | 日本語吹替           |
| 役名                         | 俳優                 | ソフト版             | フジテレビ版         |
| ---------------------------- | -------------------- | -------------------- | -------------------- |
| ウォン・フェイフォン         | ジャッキー・チェン   | 石丸博也             | 石丸博也             |
| リン（継母）                 | アニタ・ムイ         | 戸田恵子             | 雨蘭咲木子           |
| ウォン・ケイイン（父）       | ティ・ロン           | 堀勝之祐             | 青野武               |
| フク・マンケイ（老武道家）   | ラウ・カーリョン     | 宝亀克寿             | 緒方賢一             |
| ジョン（敵の武術家）         | ロウ・ホイクォン     | 田中正彦             | 大塚芳忠             |
| ツァン（魚屋）               | フェリックス・ウォン | 星野充昭             | 小杉十郎太           |
| フォウ（製鉄工場に勤める男） | チン・カーロウ       | 平田広明             | 田原アルノ           |
| ヘンリー                     | ホスン・パク         | 中田和宏             | 谷口節               |
| ファン（蛇売りの女性）       | ホー・ヨンファン     | 沢海陽子             | 坂本千夏             |
| ツォウ（ウォン家の家臣）     | チャン・チーコン     | 桜井敏治             | 竹村拓               |
| イギリス（領事）             | ルイス・ロス         | 小島敏彦             | 小川真司             |
| 諜報員（特別出演）           | アンディ・ラウ       | 平田広明             | 藤原啓治             |
| 将軍                         | トン・ピョウ         | （日本版には未出演） | （日本版には未出演） |

※ブルーレイ版コレクターズ・エディションには、ソフト版・フジテレビ版両方の日本語吹替が収録。

## スタッフ
- 監督：ラウ・カーリョン
- 脚本：エドワード・タン/トン・マンミン/ユエン・カイチー
- 美術：エディー・マー/ホー・キムシン
- 音楽：ウー・ワイラップ
- 武術指導：ラウ・カーリョン/ジャッキー・チェンスタントチーム
- 製作総指揮：レナード・ホー
- 製作：エリック・ツァン/エドワード・タン/バービー・トン

### 日本語版スタッフ
| ソフト版 | フジテレビ版           |                                       |
| -------- | ---------------------- | ------------------------------------- |
| 演出     | 蕨南勝之               | 田島荘三                              |
| 翻訳     | 和島陽子               | 和島陽子                              |
| 効果     |                        | 南部満治                              |
| 調整     | 金谷和美               | 遠西勝三                              |
| 担当     | 吉富孝明               |                                       |
| 制作     | ニュージャパンフィルム | ニュージャパンフィルム                |
| 初回放送 |                        | 1996年10月26日 『ゴールデン洋画劇場』 |

## 作品解説

### 黄飛鴻
主人公ウォン・フェイフォン（黄飛鴻）は当時実在した中国武術の大家であり、彼を主人公にした映画は数知れず制作されている。なお本作の監督であるラウ・カーリョンは、実在のウォンの弟子の孫であり、数多くの映画などで過大に装飾されていったウォンについて、実在の当人の伝承を最も正確に伝える人物の一人である。
「力なき市民を虐待する権力の横暴に立ち向かうヒーロー」を描いた正統派カンフー映画を志向するラウ・カーリョンが監督になったことで、列強進出が激しくなった物語の時代背景を反映したレジスタンス活劇映画として作られ、英国人とその配下の粗暴な武芸者たちによる市民虐待描写を過酷に描くなど、明るく楽しい活劇に仕上がった前作とは異なりコメディ要素が薄まり、かなり重々しいアクション映画となった。

### 配役
敵の足技使い役のロウ・ホイクォン（ロー・ワイコン）は、香港ムエタイのプロ選手として7年活躍した後、クラブで用心棒をしていたところをチェンに見いだされて芸能界入りした異色肌だが、そのムエタイから来る打点の高くて素早い足技によって成家班（ジャッキースタントチーム）のエースとなった。『ジャッキー・チェン マイ・スタント』の中でもトレーニングパートナーとして登場するほか、私生活においてもチェンの用心棒を務めている。『酔拳2』以降のチェン映画の敵役に足技使いが多いのはこのためである。

### ラストシーンについて
本作のオリジナル版（香港公開版）は、
フェイフォンが国宝密輸を阻止するために、工業用アルコールを飲み、酔拳を使い見事密輸阻止に成功する。その後フェイフォンを表彰するために新しい警察署長トン・ピョウ（董驃）が、彼の家に表敬の額を持参して訪問し、両親らと記念撮影をするが、肝心のフェイフォンがいない。署長は両親から「フェイフォンは、酔拳を使うために工業用アルコールを飲んでしまったため、副作用で目が見えなくなってしまった」との説明を受け、家の庭まで案内される。そこではフェイフォンがツォウから珍妙な稽古を受けていた。署長は両親から「盲人拳の練習だ」と説明を受けるが、ツォウは「フェイフォンは、目だけでなく頭もおかしくなってしまっている」と説明する。次の瞬間、フェイフォンが顔を歪めて舌をペロペロと出し、手足をひきつらせて笑いながら近寄ってきた。フェイフォンは工場で酒の代用に工業用アルコールを飲んで戦ったために狂人になってしまっていた。その有様を見た一同が驚愕するシーンで幕を閉じる。
このくだりについては、後に出版された書籍で「酒を飲むと罰が下るという宗教上の理由」とされている。
主人公が発狂するというブラックジョーク的な結末について、香港で発売されたLDおよび中国本土で発売された初期DVDには収録されていたものの、国際公開版からはカットされており、日本を含むアジア圏では、工場戦のラストで仇敵ジョンを倒した後に泡を吹くシーンから直接エンドロールに繋ぎ、アメリカ公開版では、警察署長が額を持参してウォン家を訪れ、フェイフォンの両親と記念撮影をする場面で切って（オリジナル版ではこの後で狂ったフェイフォンが登場する）、エンドロールに繋ぐという短縮編集が行われている。

### 新年の挨拶
台湾など一部のアジア地域では春節期の映画としても公開されたため、本編前に短いながら10秒ほど香港版エンディングの格好をしたチェンが登場し新年の挨拶をするシーンが追加されている。このシーンは一部アジア地域で発売されたビデオを除き以降のソフトでは特典としても未収録であったが、ブルーレイ版コレクターズ・エディションに隠し映像として収録。また、これとは別に大ヒット御礼として日本向けにチェンが新年の挨拶や映画の見所を語るプロモーションビデオが存在していた。こちらも先述のブルーレイ版コレクターズ・エディションに特典映像として収録されている。

## ソフト
オリジナル版のソフトについては、1995年に香港で美亜社から発売されたレーザーディスクとビデオCDが、本作のオリジナル画面サイズであるスコープサイズで発売していたが、いずれも絶版。DVDでは中国本土で中国録音録像出版社から限定発売されたソフトと後にアメリカで発売された先者のソフトに英語字幕をつけただけのソフトがオリジナル版のDVD化であった。後者はビスタサイズにトリミングされていて、2018年までスコープサイズのオリジナル版ソフトはいずれの国においても発売されていなかった（後述）。

### 酔拳2 スペシャル・エディション
日本では2000年に、ビスタサイズにトリミングしたバージョンがパイオニアLDCから発売され、その後日本公開版とアジア公開版のダブル収録を謳った2枚組商品が再発売される。この2枚組の仕様は、日本公開版はパイオニア版ソフトの再録（ビスタサイズ、スクイーズ収録）で、アジア版ディスクはオリジナル版ではなく2018年現在ワーナー・ブラザースが権利を持っている国際公開版（スコープサイズ、レターボックス収録）が収録されているため、両ソフトとも結末はカットされた短縮版である。
- 発売日：2003年3月7日
- 品番：DL24805
- 発売：ワーナー・ホーム・ビデオ
- 時間
  - 【日本公開版】
    - 101分

  - 【アジア公開版】
    - 101分
- サイズ
  - 【日本公開版】
    - ビスタサイズ

  - 【アジア公開版】
    - シネマスコープ
- 字幕
  - 【日本公開版】
    - 日本語字幕

  - 【アジア公開版】
    - 日本語字幕
    - 北京語字幕
- 音声
  - 【日本公開版】
    - 広東語 ドルビーデジタル 1.0ch
    - 日本語 ドルビーデジタル 1.0ch

  - 【アジア公開版】
    - 英語 ドルビーデジタル 1.0ch
    - 広東語 ドルビーデジタル 1.0ch
- リージョンコード：2
- 1層
- 特典映像
  - 日本劇場公開版予告編

### 酔拳2 DVD
- 発売日：2010年4月21日
- 品番：WTB24805
- 発売：ワーナー・ホーム・ビデオ
- 時間：101分
- サイズ：ビスタサイズ
- 字幕
  - 日本語
  - 吹替用
- 音声
  - 広東語 ドルビーデジタル 1.0ch
  - 日本語 ドルビーデジタル 1.0ch
- リージョンコード：2
- 1層
- 特典映像
  - 日本劇場公開版予告編

### 酔拳２ HDデジタル・リマスター ブルーレイ アルティメット・コレクターズ・エディション
日本では2018年10月にコレクターズ・エディションという形式で2枚組のブルーレイ化。本編ディスクにはスコープサイズでHDデジタル・リマスターされ、日本初収録となるオリジナル版エンディングも含めた香港公開版本編にソフト版とフジテレビ版（ゴールデン洋画劇場版）の日本語吹替の収録、特典ディスクには国際公開版、US公開版（チェン本人の肉声はこのバージョンのみ）、日本公開版の本編3種類が収録されるという仕様で発売された。
香港公開版本編
- 発売日：2018年10月19日
- 品番：1000728520
- 時間：102分
- 発売：ワーナー・ブラザース・ホームエンターテイメント
- サイズ：16:9LBスクイーズシネマスコープサイズ（1080i Hi-Def）
- 字幕
  - 英語
  - 日本語
  - 日本語吹替用
- 音声
  - 広東語 2.0chモノラル DTS-HD Master Audio
  - 英語 2.0chモノラル DTS-HD Master Audio
  - 日本語 ドルビーデジタル 2.0chモノラル（ソフト版）
  - 日本語 ドルビーデジタル 2.0chモノラル（1996年ゴールデン洋画劇場版）
- リージョンコード：A
- 2層
- 特典映像（日本限定 特典Blu-ray）
  - 酔拳2（国際公開版）
  - 酔拳2（US公開版）
  - 酔拳2（日本公開版）
  - プロモーションビデオ
  - ジャッキー・チェン　インタビュー

### 酔拳2[3]
- 発売日：2022年12月9日
- 品番：1000822137
- 時間：102分
- 発売：ワーナー・ブラザース・ホームエンターテイメント
- 販売：NBCユニバーサル
- サイズ：16:9LBスクイーズシネマスコープサイズ（1080i Hi-Def）
- 字幕
  - 英語
  - 日本語
  - 日本語吹替用
- 音声
  - 広東語 2.0chモノラル DTS-HD Master Audio
  - 英語 2.0chモノラル DTS-HD Master Audio
  - 日本語 ドルビーデジタル 2.0chモノラル
  - 日本語 ドルビーデジタル 2.0chモノラル
- リージョンコード：A
- 1層